# Dahua (köping i Kina, Sichuan, lat 30,58, long 103,74)
Dahua (kinesiska: 大划镇, 大划) är en köping i Kina. Den ligger i provinsen Sichuan, i den sydvästra delen av landet, omkring 33 kilometer väster om provinshuvudstaden Chengdu. Antalet invånare är 19 903. Befolkningen består av 10 047 kvinnor och 9 856 män. Barn under 15 år utgör 11,0 %, vuxna 15-64 år 74 %, och äldre över 65 år 14,0 %.
Genomsnittlig årsnederbörd är 1 318 millimeter. Den regnigaste månaden är juli, med i genomsnitt 377 mm nederbörd, och den torraste är december, med 11 mm nederbörd.